# 不来梅足球协会
不来梅足球协会（德語：Bremer Fußball-Verband，简称不来梅足协(BFV)）是德国不来梅州境内约80家足球俱乐部的伞式组织，共有44157名注册球员和1388支球队。其中一些成员俱乐部也来自下萨克森州。不来梅足协是德国足球总会辖下的21个州级协会中最小的一个，它同时也是北德足球协会的成员。
不来梅足协的最高级别足球赛事是位居德國足球聯賽系統第五级的不来梅联赛。在它之下的依次为不来梅州级联赛和自2014-15赛季以来同样实行单轨制的不来梅行政区联赛。这三个联赛均覆盖了不来梅和不来梅港两座城市。在不来梅市之下还有第七级的三组县级联赛（A、B、C）和三组县等联赛（1、2、3）。在不来梅港市之下则仅设A组县级联赛和1组县等联赛。
不来梅足协的总部设于不来梅威悉体育场的办公楼内。现任协会主席为比约恩·费克，安德烈亚斯·福格尔则担任首席执行官。除此之外，不来梅足协还聘用有5名全职员工和1名兼职员工。大多数的赛事运营皆由100多位志愿者管理。协会区域划分为三个部分，分别为不来梅城市、不来梅港及不来梅北。